# Kawaki
Kawaki Uzumaki (うずまきカワキ, Uzumaki Kawaki) é um personagem fictício do mangá Boruto: Naruto Next Generations de Ukyo Kodachi, Masashi Kishimoto e Mikio Ikemoto. Ele é o filho adotivo de Naruto Uzumaki e Hinata Hyuga. Aparecendo inicialmente no flashforward da estreia da série, Kawaki é um jovem que se tornaria o inimigo do personagem principal da série, Boruto Uzumaki. Kawaki é mais tarde apresentado como um membro rebelde da organização Kara que deseja escapar e ter sua marca amaldiçoada "Karma" (楔, Kāma) removida de seu corpo. Em sua fuga, ele conhece a equipe ninja de Boruto que o leva para a Vila da Folha para protegê-lo da Kara. O pai de Boruto, Naruto, toma o adolescente sob sua proteção, buscando protegê-lo dos inimigos, fazendo com que ele se vincule a sua família com o passar do tempo.
Kawaki foi criado por Kodachi, Masashi Kishimoto e Ikemoto como um grande rival para Boruto. O autor de Naruto, Masashi Kishimoto, sugeriu a Kodachi e Ikemoto a ideia de apresentar ele e Boruto por meio de um flashforward, a fim de causar um impacto maior do que o filme anterior, Boruto: Naruto the Movie (2015).
A primeira aparição de Kawaki no mangá e anime de Boruto causou grande preocupação dentro da franquia devido às suas possíveis ações violentas contra Naruto Uzumaki. No entanto, sua estreia na presente narrativa foi o assunto de elogios por suas constantes interações com o personagem principal, crescendo de um adolescente de coração frio para uma pessoa mais cuidadosa, principalmente sob a influência de Naruto.

## Criação e concepção
Nas primeiras páginas do primeiro capítulo Boruto: Naruto Next Generations, um encontro entre um velho adolescente Boruto Uzumaki contra outro chamado Kawaki foi mostrado brevemente como um flashforward. O objetivo era atrair mais fãs para que eles pudessem esperar a batalha, pois ela tem um estado caótico. Quando o escritor Ukyo Kodachi mostrou ao artista Mikio Ikemoto o roteiro desta cena, Ikemoto ficou muito surpreso com a cena. A batalha contra Kawaki foi mostrada no primeiro capítulo ao invés da batalha de Sasuke Uchiha contra Kinshiki Ōtsutsuki do Boruto: Naruto the Movie para gerar um impacto diferente entre os fãs, apesar de compartilhar a mesma história. Seus designs adolescentes foram ilustrados pela primeira vez em pouco tempo. Como resultado, Ikemoto afirmou que uma vez que Boruto alcançasse este momento, os designs dos protagonistas mais antigos poderiam mudar.
Ikemoto descreveu a relação do personagem com Boruto como antagônica, a fim de contrastar o flashforward no qual está implícito que Boruto e Kawaki foram aliados por muito tempo, dando potencial para mistério entre os leitores. Da mesma forma, a aparência de Kawaki é altamente diferente da de Boruto de uma forma semelhante, Naruto e Sasuke se contrastavam no mangá Naruto original. Embora Boruto seja o protagonista da série Next Generations, Ikemoto afirmou no início de 2019 que a relação entre Boruto e Kawaki será o ponto mais importante da história, já que o mangá visa atingir a cena flashforward do primeiro capítulo, onde os dois personagens começam a lutar um contra o outro. Enquanto Boruto é mostrado como um personagem alegre ao interagir com outros membros do elenco, Ikemoto chamou tanto ele quanto Kawaki como mais sérios, resultando em diferentes características faciais.

## Aparições
Kawaki aparece pela primeira vez no primeiro capítulo de Boruto como um flashforward quando ele e Boruto Uzumaki acabariam se tornando inimigos, como sugerido no prólogo da série Boruto, um Kawaki mais velho parecendo ter perpetrado a destruição de Konoha ao confrontar um Boruto mais velho ao declarar a idade de shinobi chegou ao fim. Kawaki é um jovem tatuado que se tornou membro da Kara após ser trazido por Jigen de um pai bêbado, carregando uma tatuagem do numeral romano IX sob o olho esquerdo e conferindo uma marca Kama por Jigen para ser transformada em uma arma viva para Kara. Ele foi fortemente modificado com  microscópicos implantados em seu corpo que lhe dão habilidades semelhantes à Transformação Sábia de Jugo em alterar sua fisiologia em um nível celular. Kawaki deixa Kara e encontra a equipe ninja de Boruto, que o leva para a Vila da Folha. A fim de protegê-lo da Kara, o pai de Boruto, o líder da vila, Sétimo Hokage Naruto, o adota. Inicialmente distante de todos, Kawaki passa seu tempo com a família Uzumaki consertando um vaso que ele acidentalmente destrói e que era o favorito de Himawari.
Quando a Delta ataca a vila para levar Kawaki de volta, Naruto vem em sua defesa e o salva. Agora crescendo para se preocupar com seu guardião, Kawaki pede ao Hokage para treiná-lo para se tornar um ninja. O líder da Kara, Jigen, ataca a vila e sequestra Naruto, Kawaki se junta a Boruto e seus aliados, Sarada Uchiha e Mitsuki para recuperá-lo. Devido ao enfraquecimento de Jigen na luta anterior, a equipe de Kawaki enfrenta o membro da Kara, Boro, que deseja levar Boruto e ele para seu grupo. A equipe de Kawaki é derrotada, mas a marca do Karma de Boruto faz com que ele seja possuído por Momoshiki Otsutsuki, que mata Boro. A equipe resgata o Hokage e retorna para a Vila da Folha.

## Recepção
Allega Frank do Polygon mencionou que durante o início do mangá e do anime, a estreia de Kawaki no flashforward causou preocupação em vários fãs sobre suas possíveis ações futuras contra o protagonista anterior, Naruto Uzumaki, pois Kawaki afirma que já o matou. Apesar de ser incomodado por vários problemas na estreia do mangá, Chris Beveridge do The Fandom Post gostou do flashfoward entre Kawaki e Boruto, pois mostrou o potencial que a série tinha.
Os críticos também comentaram sobre a introdução de Kawaki na série. Ele foi elogiado pelo impacto no enredo e pelos paralelos rivais que ele tem com Boruto da mesma forma que o mangá original teve entre Naruto e Sasuke. Chris Beverdige achou a rivalidade de Kawaki com Boruto muito semelhante aos seus antecessores, mas ao mesmo tempo eles também têm potencial para um relacionamento mais amigável e, portanto, aguardam ansiosos por seu desenvolvimento futuro. As habilidades do Karma de Kawaki foram elogiadas por Beveridge por serem idênticas às de Boruto, já que o Karma apareceu em ambos ao mesmo tempo. Leroy Douresseaux esperava que Kawaki tivesse um grande impacto na vida de Boruto no que diz respeito à sua forma de lutar. Manga News descobriu que, embora a introdução de Kawaki possa parecer forçada, seu relacionamento incorreto também pode ser paralelo ao de Naruto e Sasuke, mas seria difícil alcançar esse nível.
No entanto, o revisor descobriu que a atitude fria de Kawaki continuava desaparecendo na narrativa quanto mais tempo ele passava com a família Uzumaki, resultando em capítulos calmos interessantes, principalmente com Naruto quando ele pede que ele o treine para se tornar um ninja. Como resultado, Manga News descobriu que desde sua introdução seu personagem causou um grande impacto na narrativa, ao invés do protagonista real, Boruto. IGN também achou o relacionamento de Kawaki com Naruto tão cativante quanto ele estava disposto a retornar para Jigen se ele não fizesse mal ao Hokage, a quem o escritor comparou ao de um pai real. Quando Naruto e Sasuke são derrotados por Kara, IGN esperava ansiosamente pelas ações de Kawaki e Boruto para proteger o Hokage, notando que seus selos de Karma poderiam ser explorados no futuro para dar-lhes novos poderes, embora os antagonistas estejam cientes de tal poder e os estejam usando.
O designer de jogos Hiroshi Matsuyama da CyberConnect2 elogiou a estreia de Kawaki no mangá devido ao seu envolvimento na narrativa e também nas sequências de luta das quais participa. Matsuyama também elogiou como Ikemoto projetou Kawaki, achando impressionante a ilustração dele na capa do sétimo volume do mangá da série.